# Petinomys lugens
Petinomys lugens е вид бозайник от семейство Катерицови (Sciuridae). Видът е застрашен от изчезване.